# Бојан Танасијевић
Бојан Танасијевић (Ваљево, 30. августа 1991) српски је фудбалски голман, који тренутно наступа за Јагодину.

## Трофеји и награде
Задругар Лајковац
- Колубарска окружна лига: 2009/10.[5]